# Jean-Louis Burnouf
Pour les articles homonymes, voir Burnouf.
Jean-Louis Burnouf, né le 14 septembre 1775 à Urville et mort le 8 mai 1844 à Paris, est un philologue et traducteur français de classiques grecs et latins.

## Biographie
Fils d’un tisserand pauvre qui le laissa orphelin de bonne heure, il fut recueilli par un oncle, instruit par un curé de village, et, plus tard, admis comme boursier au collège d'Harcourt de Paris, sous la direction de Gardin-Dumesnil, et remporta, sous la direction de Guéroult, en 1792, le dernier prix d’honneur à être décerné par l’ancienne l’Université.
Dès le commencement de la Révolution française, ayant déjà fait de remarquables progrès dans l’étude des langues anciennes, il se vit obligé, lors de la  suppression des universités en 1793, de se faire ouvrier imprimeur à Dieppe, sans toutefois abandonner ses études de prédilection, qu’il continua seul avec une rare persévérance à acquérir une connaissance approfondie des meilleurs écrivains de l’antiquité.
En 1808, ayant suivi à Paris un négociant dieppois auquel il s’était attaché en qualité de commis, le hasard lui fit rencontrer son ancien professeur, Guéroult, qui secondait alors Fontanes dans l’organisation de l’Université. Cet éminent professeur eut tôt fait de faire rentrer son ancien élève à l’Université. Nommé d’abord professeur suppléant de rhétorique au lycée Charlemagne. Il passa bientôt au lycée Impérial comme professeur titulaire de rhétorique, fonctions qu’il exerça jusqu’en 1826, où il fut nommé inspecteur de l’Académie de Paris, fonction au sein de laquelle il présida les concours de l’agrégation pour les classes de grammaire. Il joignit à ce poste celui de maître de conférences à l’École normale, dès sa fondation, de 1811 à 1822. En 1816, il remplaça Guéroult à la chaire d’éloquence latine au Collège de France, qu’il occupa jusqu’en 1844, puis inspecteur-général de l’Université. Dans ce triple enseignement, il forma le plus grand nombre des professeurs qui pendant les dernières années de l’Empire et sous la Restauration embrassèrent la carrière de l’instruction publique. Dans ces trois chaires Burnouf déploya une solidité de savoir, une connaissance approfondie des langues anciennes et un goût sûr, infaillible, qui le firent reconnaître par la nouvelle université pour son maître.
Ayant reconnu l’insuffisance des livres élémentaires suivis en France, en particulier pour l’étude de la langue grecque, il s’attacha à simplifier les règles, à les ramener a des principes clairs, et à suivre la marche analytique allant du connu à l’inconnu. Le résultat de ce travail fut la Méthode pour étudier la Langue Grecque parue en octobre 1814. De cette époque datent les progrès accomplis par les études grecques dans les écoles françaises. Les élèves de l’École Normale popularisèrent dans tous les collèges cette grammaire, dont bientôt on ne compta plus les éditions. Burnouf passa les dernières années de sa vie à achever pour la langue latine un travail qui était le pendant de sa grammaire grecque.
Au milieu de ces occupations continues, Burnouf trouva encore le temps pour d’autres travaux, qui étendirent sa réputation de philologue. Il donna, pour la grande collection des classiques latins de Lemaire, une bonne édition de Salluste, un des volumes les plus estimés de cette collection. Il publia, de 1828 à 1833, la traduction des Œuvres complètes de Tacite, ainsi que de nombreux autres auteurs latins : quelques morceaux de Cicéron. On lui doit la traduction du Panégyrique de Trajan, de Pline le Jeune, en collationnant le texte sur les manuscrits de la Bibliothèque Nationale. Il a également traduit en latin la version française de la Mort d’Yadjnadatta faite par Antoine-Léonard Chézy. La mort le surprit alors qu’il achevait la traduction du traité de Officiis, de Cicéron, dans l’édition de Victor Leclerc, imprimée depuis séparément, 1826, in-8°.
En 1840, Burnouf, qui avait été nommé inspecteur-général des études, prit sa retraite comme inspecteur général, et fut nommé bibliothécaire de l’université de la Sorbonne. Il le resta jusqu'en 1844. Ses travaux l’avaient fait admettre à l’Académie des inscriptions et belles-lettres en 1836. Il a également rédigé des Souvenirs de jeunesse.
Auguste Morel a fait l’Éloge de Burnouf, couronné par l’Académie de Caen, en 1847, et publié dans le Bulletin de cette Académie de la même année.
Il est le père de l’indianiste Eugène Burnouf.

## Publications

### Traductions en français
- Salluste, collection des classiques latins de Lemaire.
- Œuvres complètes de Tacite, 1828 à 1833
- quelques morceaux de Cicéron.
- Pline le Jeune, Panégyrique de Trajan.
- Cicéron, de Officiis.

### Traduction en latin
- Mort d’Yadjnadatta (version française d’Antoine-Léonard Chézy).

### Autres publications
- Méthode pour étudier la langue grecque, 1813-1814, 45e édition, Paris, 1847, in-8° ;
- Méthode pour étudier la langue latine, 1840-1841 ;
- Examen du système perfectionné de la conjugaison grecque, 1824, in-8° ;
- Premiers principes de la grammaire latine, 8e édition, 1844, in-8°.
- Souvenirs de jeunesse, 1792-1796, 1888.

## Sources
- François-Xavier Feller, Biographie universelle ou Dictionnaire historique des hommes qui se sont fait un nom, t. 2, Paris, J. Leroux, 1848, p. 296.
- Théodore-Éloi Lebreton, Biographie normande : recueil de notices biographiques et bibliographiques sur les personnages célèbres nés en Normandie et sur ceux qui se sont seulement distingués par leurs actions ou par leurs écrits, t. 1, Rouen, A. Le Brument, 1857 (lire en ligne), p. 248-9.
- Joseph Naudet, Notice historique sur MM. Burnouf, père et fils : lue dans la séance publique annuelle de l’Académie des Inscriptions et belles-lettres le 18 août 1854, Paris, [s.n.], 1886, 54 p., 1 vol.; in-8 (lire en ligne sur Gallica).